# WDR Computerclub
Der WDR Computerclub im Westdeutschen Rundfunk war eine der ersten deutschen Fernsehsendungen, die sich mit den Themen Computer und Technik im Allgemeinen beschäftigte. Sie wurde zwischen 1983 und 2003 in zahlreichen dritten Programmen des deutschen Fernsehens ausgestrahlt.
Vorläufer der Sendung wurden ab 1981 unter dem Titel eff-eff („Freizeit & Fitness“) ausgestrahlt, wo Computer nur eines von mehreren Themen waren. 1983 wurde daraus die eigene Sendung Computerclub, die von Wolfgang Back und Wolfgang Rudolph moderiert wurde. Back war auch Redakteur der Sendung. Ein weiterer Mitbegründer war Ulrich Rohde, der auch Redakteur der Computerzeitschrift mc war. Der Name der Sendung leitet sich von einem ursprünglich gleichzeitig initiierten echten Computerclub ab, der aber damals aus rechtlichen Gründen nicht weiter verfolgt wurde. Grund dafür dürfte der tendenziell kommerzielle Charakter des Vorhabens gewesen sein, der mit einem öffentlich-rechtlichen Sender nicht vereinbar war.
Die Sendungen hatten ihren Schwerpunkt auf Unterhaltung und Information. Das Publikum konnte sich ebenfalls beteiligen. Es wurden auch kuriose Selbstbauprojekte und Basteleien vorgestellt. In der Frühzeit war eher der Heimcomputer und BTX das Zentrum der Bemühungen, später rückten der IBM-PC und andere Personalcomputer stärker in den Mittelpunkt. Regelmäßig wurden aktuelle Fachbücher vorgestellt.

## Sendeformate
Bis 1988 gab es den Know How Computerclub mit etwa 30 Minuten Sendedauer, danach folgte bis 1996 der Computer Club mit etwa 45 Minuten Sendedauer, bevor diese dann wieder auf 30 Minuten Sendedauer gekürzt wurden, wobei einzelne Sendungsformate (Computer Club Classic, Online, Praxis und Report) etabliert wurden, die sich abwechselten. Insgesamt wurden 400 Ausgaben ausgestrahlt.
Manche Sendungen wurden auch von Messen ausgestrahlt, darunter von der CeBIT in Hannover, der HobbyTronic in Dortmund, der Frankfurter Buchmesse, der Nürnberger Spielwarenmesse, der Photokina in Köln und der Systems in München.
Drei mehrstündige Sondersendungen, die so genannten Computernächte, die von abends bis zu den frühen Morgenstunden des nächsten Tages liefen, wurden live aus dem Heinz Nixdorf MuseumsForum (HNF) in Paderborn ausgestrahlt. Am 5./6. Dezember 1998 fand anlässlich der 250. Sendung die erste Computernacht statt, die zweite folgte am 11./12. Dezember 1999, und die dritte fand am 3./4. November 2001 zum 20-jährigen Jubiläum des Computerclubs statt. Diese „Computernächte“ stießen bundesweit auf Resonanz. In der ersten Nacht im Jahre 1998 wurde ein einmaliges Experiment durchgeführt. Im HNF waren zwei Spielorte für eine Sendung installiert. Neben der Bühne im HNF wurde im Auditorium (ca. 400 Personen) für eine Nacht ein einzigartiges Vortragsprogramm parallel zu der normalen Computernacht auf dem Sender phoenix gesendet. Als Zuschauer hatte man erstmals die Möglichkeit zwischen Bild und Ton hin und her zu schalten. Man konnte WDR sehen und Phoenix hören – oder umgekehrt. Während der Sendung wurde dann entschieden, dieses Experiment einzustellen, weil die meisten Receiver Kanal 1 und Kanal 2 nicht richtig trennten.
In der zweiten Computernacht war der angekündigte Rekord erfolgreich. Es sollte ein Weltrekord auf die Beine gestellt werden. Ein Linux-Cluster mit über 450 Computern, die als ein einziges Netzwerk zusammengeschaltet wurden, konnte dann in den frühen Morgenstunden voll funktionstüchtig eingesetzt werden, um eine schwierige und langwierige Renderingarbeit in Minuten zu vollbringen. Die besondere Leistung dabei war, dass die 450 Linux-Rechner aus Privatbesitz stammten. Enthusiasten kamen aus entfernten Gegenden Deutschlands, der Niederlande und Belgiens, um den Rekord zu ermöglichen und brachten ihre Maschinen vorbei. Vergessen wurde dabei die Leistung der 450 Rechner, die gemeinsam arbeiteten und mehr Wärme erzeugten als vorausgesehen. Die Installation begann sich selbst zu zerstören. Doch mit Hilfe der Paderborner Freiwilligen Feuerwehr konnte während des Rekordversuchs eine komplette Außenscheibe herausgenommen werden, was dann die notwendige Kühlung für die PCs brachte.
Wolfgang Rudolph ist im Besitz einer Amateurfunklizenz, was gelegentlich zur Einbeziehung von Funk-Themen ins Konzept führte. Bei einer langen Nacht konnten zum Beispiel über 150 per digitalem Amateurfunk angebundene private Funkstationen als Zuseher registriert werden. Bei einer Livesendung vom Bocklemünder Außengelände des WDR wurden u. a. Amateurfernseh-Signale vom weitreichenden ATV-Umsetzer DB0KO auf dem Kölner Gebäude der Deutschen Welle übernommen.
Ein kleiner technischer Höhepunkt zum Ende der Serie war die Nutzung eines Rechenclusters der GMD zur Erzeugung eines computergenerierten Studios, das in Echtzeit berechnet und sogar auf die jeweiligen Kamerapositionen und Zoomeinstellungen angepasst wurde.
In der Juli-Sendung des Jahres 1995 war Konrad Zuse, einer der Erfinder des Computers, zu seinem bevorstehenden 85. Geburtstag als prominenter Interviewpartner vertreten.
Die Januar-Sendung des Jahres 1997 zum Thema 25 Jahre Mikroprozessor widmete sich dem Rückblick auf die Geräte der Computeranfänge. Auch der Know-how-Computer wurde unter Mitwirkung von Ulrich Rohde nochmals vorgestellt. In dieser Sendung war Ted Hoff, der Erfinder des Mikroprozessors, als prominenter Interviewpartner vertreten.
Von August 1994 bis Juli 1998 wurde auch eine CD namens Computer-Club-Digital produziert. Sie enthielt ein Video der Sendung und aktuelle Software. Auch diese neue Art der Vermittlung von Informationen gehörte zu den Innovationen der Sendung. Am Anfang waren es mehr als 20.000 Interessenten, die diese absolut neue Form zur weiteren Informationsgewinnung nutzten.

## Projekte und Innovationen

### Know-how-Computer (Papiercomputer)
Wie man richtig programmieren kann, ohne einen elektronischen Computer zur Verfügung zu haben, zeigte der als pädagogische Hilfe gedachte Know-how-Computer, der von Wolfgang Back und Ulrich Rohde entwickelt wurde. Der „Computer“ arbeitete auf Papier (Papiercomputer), als Informationseinheiten wurden Streichhölzer verwendet. Nur 5 Befehle reichten aus, um alle mathematischen Funktionen darstellen zu können. Dieser Übungscomputer auf Papier wurde damals in über 400.000 Exemplaren verschickt und gehörte somit zu den Computern mit der weitesten Verbreitung. Eine Implementierung als Computerprogramm ist auf Wolfgang Backs Homepage erhältlich. Im Mai 2013 kündigte Back an, dass der Know-how-Computer in Namibia im Schulunterricht in einer Auflagenhöhe von 600.000 Exemplaren eingesetzt werden solle.

### Photozellen-Scanner
Durch Aufsetzen einer einzelnen Reflexleuchtdiode in den Stift eines Plotters wurde dieser zweckentfremdet und zu einem Scanner erweitert. Die Scan-Ergebnisse waren damals technisch akzeptabel und ermöglichten dem versierten Bastler die Nutzung eines ansonsten damals für den Heimgebrauch unerschwinglich teuren Geräts zur Bildabtastung. In einer anderen Realisierung bildete man einen Trommelscanner mittels eines Plattenspielers, einer ausgedienten Schallplatte und Pappröhrchen nach.

### VIDEODAT
Schon sehr früh sendete man während der Fernsehsendung Computerprogramme im BASICODE-Format, zunächst als Tonsignal, das mit einem handelsüblichen Kassettenrekorder auf Compact Cassette aufgenommen und dann mit der Datasette des Homecomputers eingelesen werden konnte.
Während der Übertragung dieses „Hard-Bit-Rocks“ war keine weitere Moderation möglich. Seit dem 7. Januar 1986 wurde mit einem neuen Verfahren, dem sogenannten Videodat, die Software während der kompletten Sendung mit ausgestrahlt. Ein kleiner Bildschirmausschnitt (unterhalb der Austastlücke am oberen Bildschirmrand) übertrug die Bytes als schwarz/weiße Kästchen. Die Datenmenge betrug ca. 50 Bytes/sec. In einer halben Stunde kamen somit immerhin knappe 90 KB zusammen. Durch weitere Veränderungen wurde die Übertragungsgeschwindigkeit im Laufe der Zeit auf 200 Bytes/sec (1988) und 10 kbit/sec (1993) gesteigert. Der Fernsehsender ProSieben sendete von 1990 bis 1994 den Bezahldienst Channel Videodat mit 15 kbit/sec. Voraussetzung für den Empfang des Signals war ein so genannter Videodatdekoder oder eine TV-Karte mit entsprechender Software wie beispielsweise „Multidec“.

### KOMCOM
Ein früher Meilenstein wurde mit der Installation des KOMCOM gesetzt. KOMCOM hieß KOMmunikations COMputer und war quasi eine der ersten Mailboxen in Deutschland für die private Nutzung. Nach über drei Millionen Anrufen seit 1984 wurde der Rechner 1995 vom Netz genommen, nachdem das Internet für die breite Masse erschwinglich wurde.

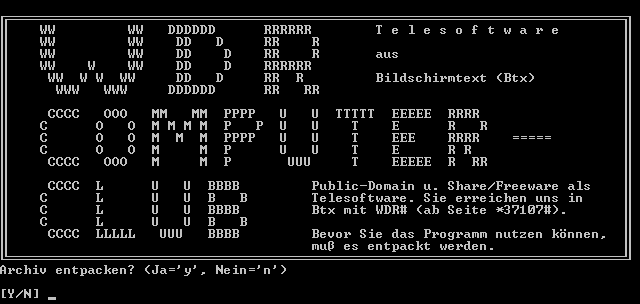
Anzeige eines per BTX übertragenen Programmpakets vor dem Entpacken

### BTX
Der Computerclub war auch einer der größten Anbieter von BTX-Software, die über Jahre hinweg vom Publikum zum beliebtesten BTX-Programm gewählt wurde. Am Anfang wurden die Programme per Hand vom Bildschirm abgeschrieben. Später wurde ein automatisches Ladeverfahren entwickelt.

### LALLUS
Das Projekt Lallus war eine Schaltung, die per Telefon bedient wird und sehr universell eine Vielzahl von Geräten steuern und regeln kann. Da alle gesendeten Befehle und Zustände von der Elektronik zurückgesprochen wurden, erhielt die Schaltung den Namen Lallus von „reden, lallen“. Das Gerät wurde sehr bekannt und von vielen Zuschauern nachgebaut.

## Ende des Formats
Nach 22 Jahren und 400 Sendungen wurde der Computerclub, eine der bis dahin weltweit dienstältesten Fernsehsendungen zum Thema Computer, zum Bedauern des Stammpublikums im März 2003 abgesetzt. Es gab unter anderem verschiedene Online-Petitionen an die Verantwortlichen des WDR mit der Bitte um Erhaltung der Sendung. Die letzte Sendung wurde am 22. Februar 2003 im WDR ausgestrahlt.
Die meist im Vordergrund stehenden Moderatoren versuchten, sich nach dem Ende der letzten Sendung mit einem neuen, weniger technikintensiven Sendekonzept bei ihrem Stammsender weiter zu betätigen.

„Immer wieder werde ich gefragt, warum der WDR-Computerclub eingestellt wurde. Um es auf einen Punkt zu bringen, so ganz genau weiß ich das selbst nicht! […]

Ranga Yogeshwar bat mich Anfang März zu einem Gespräch, in dem wir natürlich auch das Ende des WDR-Computerclubs eingehend erörterten. Über die Gründe der Einstellung konnten wir keinen Konsens erreichen, allerdings konnte ich die Gründe des WDR für die Beendigung dieser Sendereihe erkennen.

Hier mal einige Worte zu Ranga Yogeshwar. Ich hatte niemals den Eindruck, daß er das Ende des Computerclubs betrieben oder gefördert hätte. Vielmehr konnte ich empfinden, daß Ranga Yogeshwar einen Computerclub, wenn auch in einer veränderten Form, sehr gern gesehen hätte. Alle Beschimpfungen gegen Ranga Yogeshwar halte ich für falsch und bitte auch weiterhin davon abzusehen. […]

Eine Chance für eine Fortsetzung der Sendung WDR-Computerclub oder einer vergleichbaren Nachfolgesendung sah er nicht.“

## Renaissance als Computer:club²

### Audiosendung
Am 24. Juli 2006 stellten Wolfgang Rudolph und Wolfgang Back die Nullnummer des Computerclub 2 (kurz CC2) ins Netz. Dies ist eine 30-minütige, professionell produzierte, frei im Internet erhältliche Audiosendung (Podcast) der beiden Moderatoren zu den Themen Computer und Technik. Die Pilotausgabe beschäftigte sich mit Hochgeschwindigkeits-DSL und Triple Play, VPN, Smartphones und UMTS sowie dem Firefox in der Version 2.
Der große Erfolg – Back gab die Downloadzahl der Pilotausgabe mit ungefähr 150.000 an – führte dazu, dass der CC2 bereits am 31. Juli mit einer ersten regulären Folge fortgesetzt wurde. Die Erscheinungsweise war seitdem wöchentlich montags. Zu Weihnachten 2006 und 2007 sowie zu Ostern 2007 gab es einstündige Sondersendungen. 2007 gab es eine weitere Premiere: Der ComputerClub 2 produzierte an jedem Tag der Cebit eine halbstündige Sondersendung aus einem eigenen Messestudio. Dies wurde 2008 und 2009 fortgesetzt. Am 28. Dezember 2009 folgte anlässlich der 200. Ausgabe des Podcasts eine Sendung mit einer Laufzeit von 200 Minuten.
Zusätzlich zum MP3-Format wurde die Sendung anfangs als RealAudio-Stream und wird heute im Ogg-Vorbis-Format, im 32 kbit/s und 128 kbit/s MP3-Format zum Download angeboten. Sie existierte zeitweise ebenfalls als SHOUTcast-Stream. Weiterhin ist es möglich, die Sendung im Browserfenster als so genanntes Audiodat zu verfolgen. Die Eigenentwicklung der CC2-Macher erlaubt es, gleichzeitig visuelle Informationen zu den jeweiligen Themen synchron einzublenden.
Obwohl die beiden Moderatoren den Computerclub 2 ausdrücklich als Audio Cast, nicht als Podcast bezeichnen, erhielt er bereits nach kurzer Zeit den Publikumspreis des Podcast-Award 2007. Am 31. März 2009 wurde die Sendung mit dem European Podcast Award ausgezeichnet. Aufgrund der überragenden Beurteilungen wurde die Sendung mit einem Ehrenpreis namens European Excellence Podcast Award in Hamburg ausgezeichnet.

### Videosendung
Am 24. Juli 2007 wurde der ComputerClub 2 über NRW.TV erstmals als Fernsehsendung ausgestrahlt. Die Aufzeichnung der Sendung erfolgte seither bis Mai 2016 in den Studios von NRW.TV. Zum einjährigen Geburtstag gab es in dem regionalen Kabelsender eine Sondersendung. Weltweit kann auf der Website des Senders die Sendung als Livestream verfolgt werden oder von der CC2-Homepage heruntergeladen werden. In den folgenden Jahren wurden weitere TV-Folgen vom ComputerClub 2 ausgestrahlt. Mittlerweile sind diese Sendungen auch über YouTube und iTunes zu abonnieren.
Zwischen dem 9. Juli 2010 und dem 5. April 2013 sendete der Fernsehsender DrDish TV (heute TecTime TV) den ComputerClub 2 ab der Ausgabe Nr. 44 über den Satelliten Astra 1H. Am 28. Oktober 2013 kündigte Wolfgang Rudolph die Rückkehr zu TecTime TV an, diese Zusammenarbeit ist aber inzwischen beendet worden.
Seit der Ausgabe 101 wird der ComputerClub 2 auch digital terrestrisch (DVB-T) bei Television Zwickau (seit dem 1. Februar 2017 TV Westsachsen, aufgrund der Erweiterung des Sendegebietes) ausgestrahlt.
Nachdem im März 2016 ein Antrag auf Eröffnung eines Insolvenzverfahrens über NRW.tv gestellt wurde, gab der Insolvenzverwalter am 10. Mai 2016 die Einstellung des Sendebetriebs bekannt. Die letzte bei NRW.TV aufgezeichnete Folge war die Nummer 186. Seither kann die Aufzeichnung der Fernsehsendung nicht mehr bei NRW.TV erfolgen.
Seit Folge 187 wird die Sendung in einem eigenen Fernsehstudio produziert. Für dessen Einrichtung wurden rund 21.000 Euro an Spenden eingesammelt.

### Getrennte Wege
Am 13. Dezember 2016 kündigte Wolfgang Back an, die gemeinsame Produktion mit Wolfgang Rudolph zu beenden. Seither führt Wolfgang Rudolph sowohl die Videosendung als auch die Audiosendung in alleiniger Verantwortung unter dem Namen CC2.tv fort. Inzwischen wechselt er sich bei der Gestaltung des Videocast mit seinem Sohn Thomas Rudolph ab. Back trat unregelmäßig als Gast in YouTube-Videos von Heinz Schmitz auf, bis er 2019 verstarb. Schmitz war bereits als Co-Moderator im ComputerClub 2 auf NRW.TV sowie als Gast im WDR Computer Club zu sehen. Alle bisherigen sowie die neuen Folgen von CC2.tv werden auf dem offiziellen YouTube-Kanal von ComputerClub 2 sowie als Download unter CC2.tv veröffentlicht.

## Zitate
- „… und am Schluss behalten wir ein Bit über!“ (typisches Abschluss-Motto jeder Sendung)
- „… BÜB, Daumen hoch!“ (mit der entsprechenden Geste verbundene Verabschiedung der Zuschauer, der Daumen symbolisiert das oben angesprochene Bit)[11]
- „… eBÜB“ (die neue Version für: „Ein Bit übrig behalten“)